# Asticta graciosissima
Asticta graciosissima är en fjärilsart som beskrevs av Felix Bryk 1948. Asticta graciosissima ingår i släktet Asticta och familjen nattflyn. Inga underarter finns listade i Catalogue of Life.